# 國神神社
國神神社（くにがみじんじゃ）は、福井県坂井市丸岡町にある神社である。旧社格は県社。継体天皇の子である椀子皇子（まるこのおうじ）を祀る。

## 歴史
延喜式神名帳に坂井郡の「國神神社」としてその名が残る式内社で、1200年以前の創建。社伝『神社明細帳』には、継体天皇と倭媛との第二皇子である椀子皇子が生まれた地「磨留古乎加」（まるこおか）に皇子の胞衣（胎児を包んでいた膜と胎盤）を埋めて神明宮としたのが起こりとされている。
1576年（天正4年）に、柴田勝豊が「磨留古乎加」に丸岡城を築いた際に、元あった場所から現在の場所に移され、以後、丸岡城の歴代城主の保護・寄進を受けた。
1874年（明治7年）11月18日に県社に列せられ、1908年4月26日に神饅幣串料を供進する神社に指定された。
1948年（昭和23年）6月28日の福井大震災によって、杜殿・樹木などが倒壊焼失したが、1962年7月15日に本殿（神明造）幣殿・拝殿を造営し、再建された。1982年に再建20周年の記念事業として宝物殿を新築し、玉垣が建立された。

## 文化財
室町時代にさかのぼる「絹本著色白山参詣曼荼羅図」（福井県指定文化財）をはじめ、丸岡城主本多重昭が奉納したと伝えられる天国宝剣、閻浮壇金千手観音など、多くの文化財が残っている。境内には最後の丸岡藩主で幕府の老中も務めた有馬道純が寄進した灯篭もある。

### 宝物
- 絹本着色　白山豊原蔓陀羅図

室町時代に作られたといわれ、白山信仰の大切な史物とされている。
- 天国の宝剣

丸岡主本多重明が奉納した宝剣。象眼入りの鞘で、鍔は金である。また、鞘は、槓七宝と伝えられている。2019年（令和元年）現在、國神神社の宝物として保存されている。
- 閻浮檀金千手

862年（貞観4年）、摂津の真如法師が唐から持ち帰ったもので、黒檀の厨子に納められている。観音の光景には指輪のような環が7個つってあり、環の台は、金、銀、赤銅で、赤や青や白の玉が埋めてある。厨子には、蓮花が彫られ、戸帳は、うつくしい黄金やルリで飾られている。